# Károlyi István (politikus, 1797–1881)
Gróf Károlyi István (Bécs, 1797. november 18. – Fót, 1881. június 12.) gróf, főispán, politikus, akadémikus, Újpest alapítója.

## Családja
Károlyi József gróf és Waldstein Erzsébet legidősebb fia, Lajos és György grófok testvére, Károlyi Tibor és István nagybátyja.

## Pályafutása
Pesten nevelkedett a család Egyetem utcai palotájában. Kezdetben otthon magántanárok mellett tanult, később a pesti kegyesrendiek gimnáziumába járt. A pesti egyetemen jogot tanult, s miután a jogi tanulmányait s a királyi táblai hites jegyzői évet bevégezte, 1817-ben a magyar nemesifjak szokása szerint, megkísérelte a katonai pályát. A Liechtenstein-huszárezredbe állt be, és ott hadnagy volt, ám csakhamar a császári udvar diplomatája lett a párizsi nagykövetségen. A francia főváros legelső köreiben, sőt XVIII. Lajos és X. Károly király udvarában is szívesen látott vendég volt. Közben utazni is járt, leginkább  Itáliába, a művészetek klasszikus földjére. Párizsban s Firenzében ismerkedett meg Dillon Eduard gróf ezredes s firenzei francia követ családjával, kinek leányát, Georginát, Polignac herceg miniszterelnök sógorasszonyát 1820-ban feleségül vette. Ez az összeköttetés szoros kapcsolatba hozta őt a francia udvari és kormánykörökkel. Nemsokára mind a katonai, mind a diplomáciai pályáról visszalépett, 1821 őszén hazajött, átvette a fóti uradalom kormányzását s csöndes visszavonultságban élt.
Felesége halála után, akitől Ede fia született, 1831-ben második házasságra lépett a tatai Esterházy Miklós gr. leányával, Franciskával, akitől Sándor fia született.
A reformkor évei alatt fóti birtokán gazdálkodott, Széchenyi István köréhez tartozott.

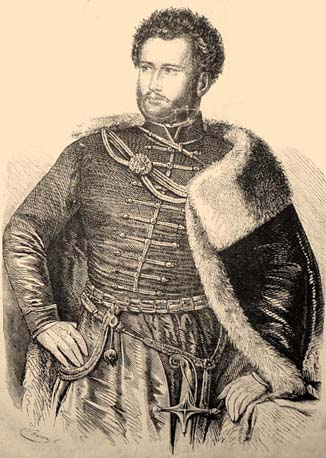
Gróf Károlyi István. Illusztráció a Vasárnapi Ujságban (1856. 1. sz.)

Az 1838-as nagy pesti árvíz után, hogy a város lakóin segítsen, kedvezményekkel ösztönözte a Duna melletti területen való letelepedést – ebből a telepből 1840-ben megalapította Új-Megyer néven Újpest községet. Támogatta az újpesti ipar fejlődését, mesterembereket és gyárosokat telepítve le a községben.
Külön foglalkozott a megvalósítandó építkezések külső alakjával, melyből egyértelműen városias kép rajzolódik a szemünk elé: "Ezen új gyarmat díszítése, és a tűzkár elmellőzése végett köteleztetnek a vállalkozók és minden építeni vágyók házokat homlokkal az utca felé építeni és úgy, hogy oda semminémű dísztelen és a jó ízléssel ellenkező épületek ne tétessenek, a tető cserépből, vagy zsindelyből legalább, a kerítés kőfal vagy deszkából engedtetik, sövényezés és körül árkolás egyáltalán tiltatik…"

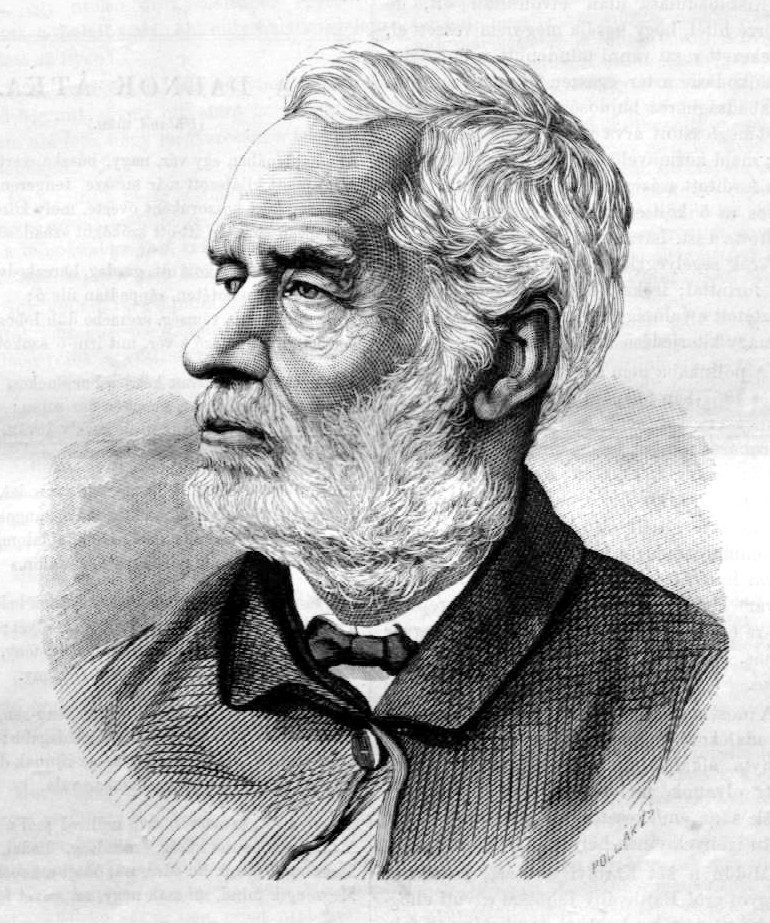
Károlyi István portréja. Pollák Zsigmond metszete (1881)

Második feleségével, annak betegsége miatt 1840-ben Rómába költöztek. Felesége állapota nem javult és ezért 1843-ban hazatértek. 1844. február 13-án második feleségét is elvesztette. Harmadik felesége báró Orczy Mária volt, akivel 1865. január 4-én kötött házasságot a pest-belvárosi római katolikus plébánián, és aki 1895. július 11-én halt meg, 80 éves korában.
Életének e körülményei okozták, hogy az ébredő kor nagyszerű új mozgalmaiban, melyeket Széchenyi István gróf reformáló s úttörő szelleme megindított, bár nemes bőkezűségével s hazafias áldozataival mindenütt és mindenkor, de közvetlen személyes működésével nem igen találkozunk. De a távolban s visszavonultságában sem feledkezett meg soha nemzetéről s hazájáról, s készséggel járult az előhaladás zászlóit lobogtató hazafiak áldozataihoz. Ott áll neve a Magyar Tudós Társaság megalapítói közt 20 000 forinttal, az Országos Magyar Gazdasági Egyesületnek, akkor Lóversenyegyletnek megalapításánál, testvéreivel közösen, 2000 arany pályadíjjal, a szélesebb körre kiterjesztett gazdasági egylet első megalapítói közt 2000 forinttal; 1843-ban elnöke lett a Pest megyei gazdasági egyletnek, melyet sok jóval halmozott el.
A csöndes magányban elmélkedő, vallásos és jótékony főurat a szabadságharc kizökkentette szokott nyugalmából. 1848-ban ő maga oktatta a fóti nemzetőröket a katonai gyakorlatokban, lovakat ajándékozott a honvéd seregnek s a szabadságharcban huszárezredet állított, mely nevét viselte s harci babérokat szerzett, e célra ajándékozta az úrbéri kárpótlás fejében neki járó nagy összeget. Korábban hivatalt nem keresett s nem vállalt, most a nádor-helytartó s Pest vármegye rendjei felhívására elfogadta a Pest vármegyei főispánságot. A szabadságharcban való részvétele miatt 1849 februárjában vád alá helyezték, a budai katonai bíróság április 3-án elfogatta, s Batthyány Lajos miniszterelnökkel együtt előbb külföldre, Laibachba s Olmützbe hurcolták, s e helyeken és végül Pesten az Újépületben vizsgálati fogságot szenvedett. Haditörvényszéki elítéltetése után Theresienstadtban volt elzárva. 1850-re szabadságát visszanyerte ugyan, de 100 000 forint pénzbírságot kellett váltságul fizetnie.

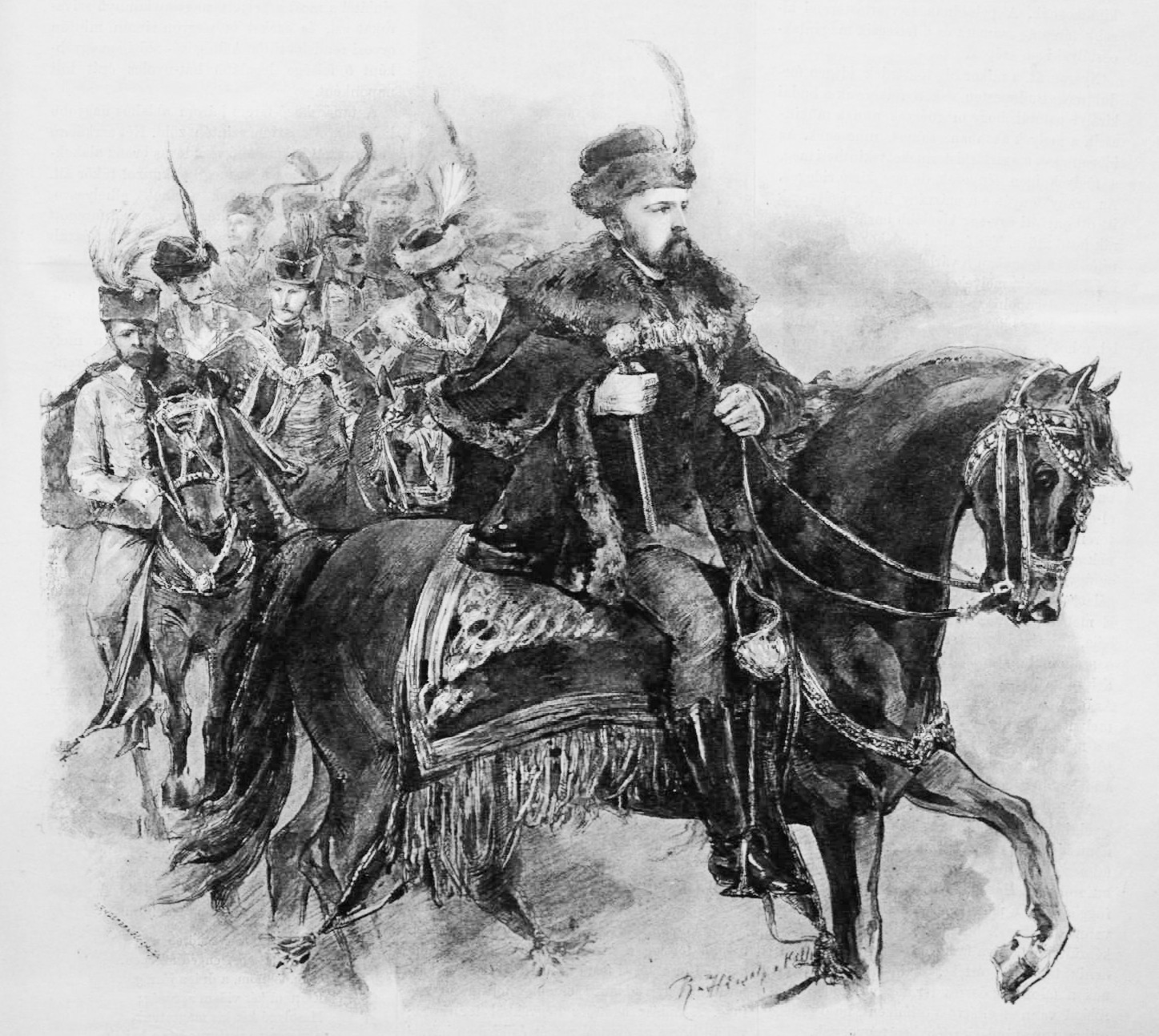
Károlyi István a díszbandérium élén I. Ferenc József koronázásakor. Radóné Hirsch Nelly rajza (1892)

Az 1850-es évek önkényuralma idején fóti magányába vonulva, jótékonyságban s vallásosságban keresett vigasztalást. Bőkezűen támogatott többféle nemzeti, vallásos s közjótékonysági ügyet. Az ő elnöklete s ápolása mellett jött létre Eötvös József indítványára az írói segélyegylet. Több éven át viselte a Szent István Társulat elnökségét nagy odaadással. Ő építtette több mint félmilliós költséggel román stílben a gyönyörű fóti templomot s kriptát, a magyarországi egyházi épületek egyik remekét Ybl Miklós által, ő díszíttette fel a legnemesebb művészi ízléssel, ő teremtette meg a fóti kastélyt s parkot is s ő alapította az ottani gazdag könyvtárat, amely a kastélynak legfőbb dísze. 1853. március 16-án a Magyar Tudományos Akadémia igazgatósági tagja lett. Az alkotmányos életnek az 1860-as országgyűlés összehívása által kilátásba helyezett helyreállítása után ő is kötelességének tartotta a közóhajtásnak engedni, hogy Pest vármegye főispáni székét elfogadja; az országgyűlés feloszlatása s a provizórium behozatala azonban az alkotmányos érzelmű főispánt s az összes Pest megyei tisztikart visszalépésre bírta s a negáció terére szorította. Csak az 1867. évi kiegyezés, az alkotmányos élet teljes helyreállítása tette ismét lehetővé, hogy ugyanazon főispáni széket a kormány kezeiből ismét átvegye, mit azután haláláig viselt. Erényeinek minden oldalról, felülről és alulról megadatott a méltó elismerés. A nemzettel kibékült király s királyné lépten-nyomon elhalmozták kegyük jeleivel, a fejedelmi család Gödöllői tartózkodásai alkalmával több ízben meglátogatta fóti kastélyát, s 80. születése napján a király saját kezűleg adta át neki a Szt. István-rend nagykeresztjét, miután már 1871-ben belső titkos tanácsossá nevezték ki; a Szt. István-társulat pedig ugyanekkor nyújtotta át tisztelt elnökének a királyi család jelenlétében, bíboros főpap tagja által, a tiszteletére veretett arcképes arany- s ezüstérmeit.

## Emlékezete

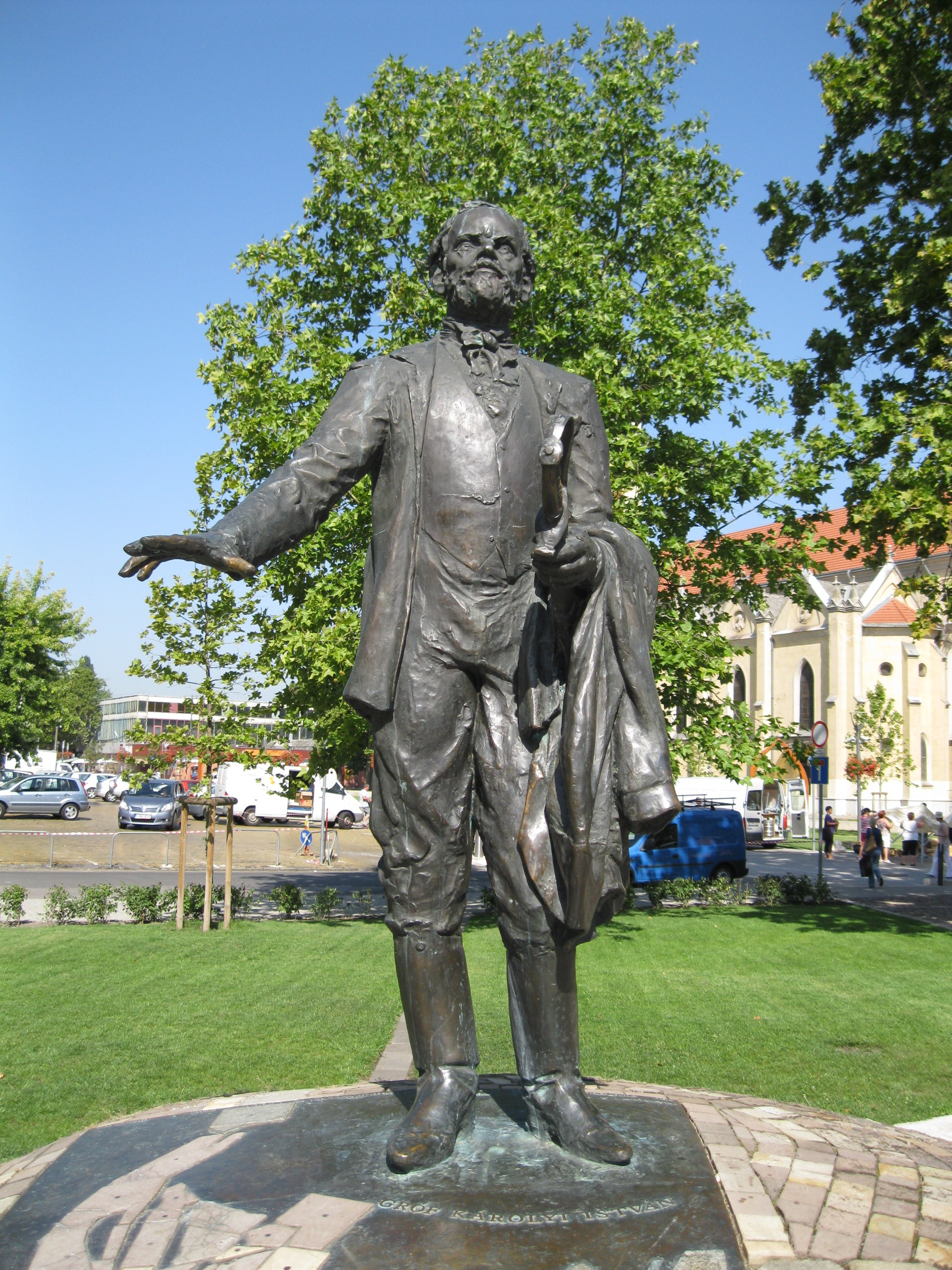
Károlyi István szobra Újpesten

Halála után Erzsébet királyné maga szállott le a fóti bazilika fényes sírcsarnokába, hogy neki is, mint előbb Deáknak, koporsójára tegye az elismerés koszorúját. A Magyar Tudományos Akadémián Ipolyi Arnold püspök tartott felette lendületes emlékbeszédet, kiemelve mély vallásos érzelmét, magas műveltségét, hazafias áldozatkészségét, lelke és szíve nemes tulajdonait.
A városalapító születésének 200. évfordulóján szobrot állított fel tiszteletére Újpest önkormányzata és a Budapest Galéria.
Az ó nevét viseli Fót egyik fontosabb utcája, a 2102-es út egy szakasza.